# السن القانوني للعمل
سن العمل القانوني هو السن الأدنى المسموح به للعمل في كل بلد أو ولاية قضائية وعادةً ما يتم حظر بعض أنواع الأشغال/المهام حتى بالنسبة لمن هم فوق السن القانونية للعمل، إذا لم يبلغوا سن الرشد بعد وتتمثل في الأنشطة الخطيرة أو الضارة بالصحة أو التي قد تؤثر على أخلاق القاصرين.

## أفريقيا
| البلد        | السن القانوني للعمل                                             |
| ------------ | --------------------------------------------------------------- |
| كينيا        | 13: العمل السهل 16: ساعات العمل المقيدة ونوع العمل 19: غير مقيد |
| جنوب أفريقيا | 15: ساعات العمل مقيدة بنوع العمل 19: (غير مقيد)                 |

## الأمريكتان
| البلد            | السن القانوني للعمل |
| ---------------- | --- |
| أنتيغوا وباربودا | 14: ساعات العمل المقيدة 18: (غير مقيد) |
| الأرجنتين        | يحظر استخدام العمال الذين تقل أعمارهم عن 18 عامًا في الأعمال الشاقة أو الغير صحية أو الخطرة. 14: يجب ألا يزيد أسبوع العمل للشباب الذين تقل أعمارهم عن 14 عامًا عن 6 ساعات في اليوم و 36 ساعة في الأسبوع. 16: للعمال الشباب الذين أعمارهم بين 16 عامًا و18 عامًا، الحق في العمل خلال ساعات العمل العادية 18:(غير مقيد) |
| الباهاما         | 14: يحظر العمل أثناء ساعات الدراسة و العمل الليلي و يحظر العمل الصناعي. ففي اليوم المدرسي، لا تزيد ساعات العمل عن ثلاث ساعات، في الأسبوع المدرسي ، لا تزيد عن أربع وعشرين ساعات، في يوم غير مدرسي، لا تزيد ساعات العمل عن ثماني ساعات، وفي أسبوع غير مدرسي، لا تزيد عن أربعين ساعة. 18: (غير مقيد)                |
| باربادوس         | 16: العمل محظور أثناء ساعات الدراسة ؛ العمل الليلي محظور ؛ العمل الصناعي محظور 18: (غير مقيد) |
| بوليفيا          | 10: العمل المستقل (مثل البيع في الشوارع) بإذن من الوالدين والإشراف الحكومي 12: عقد العمل مع إذن الوالدين والإشراف الحكومي؛ لا تزيد ساعات العمل عن 6 ساعات في اليوم وليس خلال ساعات الدراسة. |
| البرازيل         | في البرازيل، يُمنع أي عمل للقاصرين دون سن 16 عامًا، باستثناء المتدربين الذين يمكنهم بدء العمل في عمر 14 عامًا، يُمنع تمامًا على المراهقين أقل من 18 عامًا العمل في الليل أو في ظروف خطيرة أو غير صحية. 16: يُسمح للمراهقين بالعمل في أي وظيفة، لكن يُحظر عليهم العمل في الليل أو في ظروف خطيرة أو غير صحية 18:(غير مقيد)  |
|                  | |
| السلفادور        | 18: 'غير مقيد) لا يُسمح للأطفال دون سن 14 عامًا بالعمل و يمكن للقاصرين الذين تتراوح أعمارهم بين 14 و 18 عامًا الحصول على إذن من وزارة العمل. |
| دومينيكا         | 12: يحظر العمل على الأطفال(أقل 12عامًا ) لكن يمكن للطفل أن يعمل في العمل المنزلي أو الزراعي من قبل الوالدين أو الوصي على الطفل. 18: (غير مقيد) |
| ترينيداد وتوباغو | 16 |
| المكسيك          | 14: (ساعات العمل المقيدة ونوع العمل) 18: (غير مقيد) |

## آسيا
| البلد                    | السن القانوني للعمل |
| ------------------------ | --- |
| الصين                    | 16 |
| إيران                    | 15: السن الأدنى للعمل 18: العمل الشاق 21: (غير مقيد) |
| اليابان                  | 15: السن الأدنى للعمل 18: مقيدة بقوانين العمل 20: (غير مقيد) |
| ماليزيا                  | 14: سهل العمل 16: (غير مقيد) |
| كوريا الشمالية           | 16 |
| إندونيسيا                | 13: السن الأدنى للعمل 15: ساعات العمل مقيدة ونوع العمل. 18:(غير مقيد) |
| الفلبين                  | : ساعات العمل مقيدة ونوع العمل. 18:(غير مقيد) |
| سنغافورة                 | 13: يجب ألا يقل عمر الطفل عن 13 عامًا قبل أن يتمكن من العمل. يخضع الحد الأدنى للسن القانونية للعمل في سنغافورة لقانون العمل ولوائح التوظيف (الأطفال والشباب)، ويتم تطبيقه من قبل وزارة القوى العاملة. 15: الشباب فوق 15 قد يعملون في بيئة صناعية. ومع ذلك، يجب على صاحب العمل إبلاغ مفوض العمل في غضون 30 يومًا من عمله، وتقديم شهادة طبية. 16: يُعتبر الطفل أو الشاب لذي تجاوز سن 16 عامًاعاملاً بالغًا (غير مقيد) |
| تايوان                   | 15: يعتبر الطفل الذي يبلغ العمر خمسة عشر عامًا عاملاً طفلاً. 16: لا يُسمح للطفل الذي يبلغ عمره ستة عشر عامًا أو سبعة عشر عامًا بالقيام بالعمل الخطير 18: (غير مقيد) |
| فيتنام                   | 15 |
| الإمارات العربية المتحدة | 15 (مع بعض القيود) 18 (غير مقيدة) |
| اليمن                    | 14: العمل الخفيف مع ساعات محدودة. 15: العمل الصناعي. 18: (غير مقيد) |

## أوروبا
| البلد           | السن القانوني للعمل |
| --------------- | --- |
| ألبانيا         | 14: العمل السهل يؤديها في أيام العطل المدرسية 16: (غير مقيد) |
| أندورا          | 14:خلال العطل المدرسية; 6 ساعات في اليوم، مع ساعة استراحة على الأقل و يومي راحة في الأسبوع. 16: 8 ساعات في اليوم، مع استراحة لا تقل عن ساعة ؛ يومي راحة في الأسبوع. 18: (غير مقيد) |
| أرمينيا         | 16:لا يسمح لأي شخص أقل من 16 عامًا بالعمل في أرمينيا |
| النمسا          | 14: مع العديد من القيود داخل محيط الأسرة 15: مع قيود طفيفة على افتراض سنوات الدراسة الإلزامية قد تم الانتهاء 18: (غير مقيد) |
| بيلاروس         | 14: سهولة العمل بإذن من أولياء أو الأوصياء القانونيين 16: ساعات عمل محدودة تصل إلى 35 ساعة في الأسبوع 18: (غير مقيد) |
| بلجيكا          | 15: يجب أن يكون قد أكمل عامين من التعليم الثانوي و يقتصر على العمل الخفيف 16: يقتصر على العمل الخفيف فقط 18: (غير مقيد) |
| البوسنة والهرسك | 15: يقتصر على العمل الخفيف 18: (غير مقيد) |
| بلغاريا         | 13: فقط للوظائف كممثل أو نموذج سينمائي و منظم بشكل صارم 15: (منظم بدقة) 16 السن الأدنى العمل و محظور بعض المهن 18: (غير مقيد) |
| كرواتيا         | 15: مقيدة بقوانين العمل 18:(غير مقيد) |
| قبرص            | 15: مقيدة بقوانين العمل 18:(غير مقيد) |
| التشيك          | 14: (فقط في ظل ظروف خاصة) 15: (المهن المحظورة وساعات العمل) 18: (غير مقيد) |
| الدنمارك        | لا شيء: (فقط للأنشطة في المجال الثقافي أو الفني. ومع ذلك، يجب الحصول على إذن من الشرطة لهذه الأنشطة مسبقًا). 13: الأطفال الذين تتراوح أعمارهم بين 13 و 15 عامًا يؤدون أعمالًا خفيفة. قد يكون وقت العمل في أيام المدرسة وما يصل إلى ساعتين في أيام أخرى حتى 7 ساعات.و يجب ألا يتجاوز الحد الأقصى لوقت العمل 35 ساعة في الأسبوع. 15: قد لا يعمل الشباب حتى سن 18 عامًا في المجالات الخطرة قد لا يكون وقت العمل بين الساعة 18:00 والساعة 6.00 في أيام الأسبوع ما بين الساعة 14:00 والساعة 6:00 في أيام العطلات أو الأحد. يجب ألا يتجاوز الحد الأقصى لوقت العمل الأسبوعي 40 ساعة. 18: (غير مقيد)   |
| إستونيا         | 13: تحت قيود وإذن من الوالدين. 15: السن الأدنى للعمل ومقيدة بساعات العمل وتقتصر على مهن معينة. 18: (غير مقيد) |
| فنلندا          | 14:يقتصر على العمل الخفيف 15: السن الأدنى للعمل ومقيدة بساعات العمل وتقتصر على مهن معينة. 18: (غير مقيد) |
| فرنسا           | 14: يقتصر على العمل الخفيف فقط، الذي ينظمه قانون الشغل (لا يعمل في الليل مع تحديد وقت صارم) 16: (لا تعمل ليلا/ قيود زمنية صارمة /إذن الوالدين) 18: (غير مقيد) |
| ألمانيا         | 13: العمل السهل بإذن من الوالدين 15: العمل بدوام جزئي (أقل من 8 ساعات في اليوم و 40 ساعة في الأسبوع) /لا يعمل في عطلات نهاية الأسبوع والعطل الرسمية 18: (غير مقيد) |
| المجر           | 16: يسمح قانون العمل الهنغاري بتوظيف الأشخاص الذين تزيد أعمارهم عن 16 عامًا. يطبق العمال الصغار فترة حماية مدتها سنتان: في وقت وقت عملهم يجب ألا تتجاوز 8 ساعات في اليوم وأربعين ساعة في الأسبوع. إذا كنت تعمل لمدة لا تقل عن 4.5 ساعات، فيحق لهم الحصول على استراحة لمدة 30 دقيقة ولا يمكن توظيفهم في نوبة ليلية. 18: (غير مقيد) |
| آيسلندا         | 13:يقتصر على العمل الآمن والسهل مع مراعاة قيود وقت العمل المتعلقة بالتعليم الإلزامي. 16: واجب حماية العمال الشباب من العمل في ظروف صعبة وخطيرة في بعض القطاعات 18: (غير مقيد) |
| إيطاليا         | 15: (ساعات العمل المقيدة ونوع العمل.) 18: (غير مقيد) |
| لاتفيا          | 15: الأشخاص الذين تتراوح أعمارهم بين 15 و 18 عامًا ( لا يعملون أكثر من 7 ساعات في اليوم و 35 ساعة في الأسبوع ). يجب عليهم البقاء في العمل بعد ساعات أو العمل ليلا و يُحظر أيضًا تشغيل القاصرين في ظل ظروف قد تهدد صحتهم وسلامتهم وأخلاقهم. يحق للعمال الذين تقل أعمارهم عن 18 عامًا الحصول على إجازة لمدة شهر. 18: (غير مقيد) |
| لوكسمبورغ       | 16 |
| ليختنشتاين      | 14: يمكن توظيف أطفال في عمر 14 عامًا ولكن لا تزيد عن 9 ساعات في الأسبوع خلال العام الدراسي و 15 ساعة في الأسبوع خلال أيام العطل. 15: الأشخاص الذين تزيد أعمارهم عن 15 عامًا ولكن دون سن 18 عامًا قد لا يعملون أكثر من 40 ساعة في الأسبوع 18: (غير مقيد) |
| مالطا           | 16: (إلى أن يبلغوا سن الرشد بموجب حماية خاصة من القانون) يحق لهم العمل لمدة تصل إلى 8 ساعات في اليوم و 40 في الأسبوع (يشمل ذلك أيضًا وقتًا للتعلم والتدريب). لا يحق للعامل الشاب القيام بذلك العمل بين الساعة 22 و 6 صباحا. 18: (غير مقيد) |
| النرويج         | 15: ساعات العمل مقيدة ونوع العمل 18: (غير مقيد) |
| بولندا          | 15: يقتصر العمل الخفيف فقط 18: (غير مقيد) |
| صربيا           | 18 |
| روسيا           | المجال الفني فقط. يجب أن يكون لديه إذن من الوالدين. ساعات العمل المقيدة وتقصير أسبوع العمل، يجب ألا تتداخل مع التعليم المدرسي أو تنتهك الأخلاق العامة 14: العمل الخفيف فقط. يجب أن يكون لديك إذن من الوالدين. ساعات العمل المقيدة وتقصير أسبوع العمل، يجب ألا تتداخل مع التعليم المدرسي 16: (العمل الخفيف فقط. التعليم المدرسي الكامل مطلوب. ساعات العمل المقيدة 18: غير مقيد |
| إسبانيا         | 16:بإذن من الوالدين 18: (غير مقيد) |
| البرتغال        | 16: ساعات العمل مقيدة ونوع العمل 18: (غير مقيد) |
| سويسرا          | السن 13: (يجب أن يكون لديك إذن من الوالدين ؛ عمل سهل فقط) - خلال أسابيع المدرسة: 3 ساعات كحد أقصى في اليوم ؛ و 9 ساعات في الأسبوع. - خلال الأسابيع غير المدرسية: بحد أقصى 8 ساعات في اليوم ؛ و 40 ساعة في الأسبوع. سن 15: (يجب أن يكون لديك إذن الوالدين) - بحد أقصى 9 ساعات في اليوم ؛ و45-50 ساعة في الأسبوع. العمل كحد أقصى حتى الساعة 8 مساءً سن 16: الحد الأدنى للسن لخدمة شخص ما في المطاعم أو المقاهي أو الفنادق. الحد الأدنى لسن العمل في السيرك أو السينما. - العمل الأقصى حتى الساعة 10 مساءً سن 18: غير مقيد (الحد الأدنى لسن العمل في: البارات والمراقص والرقص والملاهي الليلية) |
| المملكة المتحدة | 13: للعمل المقيد بدوام جزئي، مع بعض القيود مثل عدم العمل قبل الساعة 7 صباحًا أو بعد الساعة 7 مساءً، خلال ساعات الدوام المدرسي، في بيئة خطرة، وما إلى ذلك. ومع ذلك، يتم تمديد ساعات العمل القانونية القصوى أثناء العطلات المدرسية. يجب ألا يؤثر العمل على الطفل التعليم ولا يحق له الحد الأدنى للأجور. 16: للعمل بدوام كامل وسن العمل الوطنية لتكون قادرة على المطالبة الحد الأدنى القانوني للأجور 18: للعمل في مبنى مرخص يبيع بشكل أساسي المشروبات الكحولية مثل الحانات والبارات والنوادي الليلية                                                                                            |